# Беловоротничковая преступность
Беловоротничко́вая престу́пность (от англ. White-collar crime) — вид преступности, выделение которого осуществляется по признаку принадлежности преступника к числу лиц, выступающих в роли представителей государства, бизнеса, должностных лиц и чиновников. Впервые данный термин был употреблён криминологом Эдвином Сатерлендом 27 декабря 1939 года в речи перед Американской социологической ассоциацией.
Также называется фиктивной экономикой (которая является частью неформальной экономики), под которой подразумевают незаконную деятельность занятых в официальной экономике агентов, связанную со скрытым перераспределением легальных доходов.
Эдвин Сатерленд настаивал, что нарушение закона — распространённый метод ведения дел среди представителей политической и бизнес-элиты. К «беловоротничковым» учёный отнёс преступления, совершённые уважаемым человеком с высоким социальным статусом, которые связаны с его профессиональной деятельностью. Термин прижился, и теперь к преступности белых воротничков причисляют множество правонарушений: нарушения антимонопольного законодательства, законодательства о рекламе, трудового законодательства, мошенничество в сфере экономики, хищения, коррупцию, промышленный шпионаж, уклонение от уплаты налогов, ложные банкротства и другие. Среди всех видов преступлений этот, возможно, наносит наибольший экономический ущерб современному обществу. Растрата была и остаётся наиболее распространённым видом преступления.

Согласно исследованию 2016 года, 
Значительный процент белых воротничков-правонарушителей — это работающие белые мужчины среднего возраста, которые обычно совершают своё первое беловоротничковое правонарушение где-то в возрасте от тридцати до сорока пяти лет и, по-видимому, принадлежат к среднему классу. Большинство из них имеют высшее образование, женаты и имеют умеренные или прочные связи с обществом, семьей и религиозными организациями. Правонарушители — белые воротнички обычно имеют криминальное прошлое, включая правонарушения, охватывающие весь спектр противоправных действий, но многие из них не злоупотребляют пороком. Недавнее исследование, посвященное пятифакторной модели личностных черт, показало, что правонарушители —белые воротнички, как правило, более невротичны, менее покладисты и добросовестны, чем их коллеги, не являющиеся преступниками.

## Наказание
Приговоры за преступления могут включать в себя сочетание тюремного заключения, штрафов, реституции, общественных работ, испытательного срока или другого альтернативного наказания. Но преступления белых воротничков чаще либо не приводят ни к каким официальным действиям, либо судятся нестрого, например, влекут иски о возмещении ущерба в гражданских судах, рассматриваются инспекторами и административными советами или комиссиями с санкциями в виде предупреждений, приказов прекратить и воздержаться. И только в крайних случаях такие преступления заканчивались штрафами или тюремными заключениями.
В некоторых странах, таких как Китай, белые воротнички могут быть приговорены к смертной казни при отягчающих обстоятельствах, в некоторых странах максимальный срок лишения свободы составляет 10-25 лет.